# Elimi
Gli Elimi (in greco antico: ῎Ελυμοι?, Élymoi) sono stati un antico popolo della Sicilia occidentale vissuti dal IX o VIII secolo a.C. al I secolo a.C.. Attualmente gli studi sull’etnogenesi di questo popolo hanno riscontrato nella sua formazione componenti anatoliche, provenienti dalla regione della Troade e italiche provenienti dalla penisola. 

## Etnonimo
Il nome potrebbe derivare da ἔλξμοψ (élxmops), che significa "panìco", un tipo di grano, diffuso soprattutto in Frigia, vicino alla Troade.

## Origine

### Ipotesi italica
Secondo Ellanico di Lesbo gli Elimi erano una popolazione di origine italica, giunta in Sicilia dopo aver combattuto una guerra con gli Enotri. Sempre per lo storico greco, gli Elimi avrebbero contribuito anche alla formazione del popolo dei Siculi. Oggi questa tesi sembra essere la più accreditata e trova conferme attraverso gli studi linguistici. A questa famiglia linguistica (indoeuropea) deve essere ricondotto anche l'elimo, lingua per la quale in passato si è a lungo cercata una affiliazione diversa; tuttavia, la tradizione antica secondo la quale gli Elimi provenissero da Troia è corroborata dal dato linguistico ma oggi i pareri più autorevoli vedono nell'elimo una lingua italica più o meno affine al latino (cfr. Lejeune 1970-1973 e Lejeune 1990). Ciò trova conferma indiretta anche nella tradizione greca alternativa di quella di Tucidide, secondo la quale gli Elimi avevano origine italica (Ellanico fr. 79b; cfr. De Vido 1997b, pp. 40-45; Sammartano 1998, pp. 81-86).

### Ipotesi ligure
Filisto di Siracusa riferisce la presenza di un popolo di origine ligure, pur non identificandolo con gli Elimi. In epoca moderna, storici come Heinrich Nissen e Karl Julius Beloch indagarono le possibilità di una provenienza Ligure seguendo i numerosi riferimenti epigrafici e toponomastici comuni, ancora riscontrabili nelle Città di Lerici, Segesta ed Entella.

### Ipotesi troiana
L'idea degli Elimi arrivati da Troia fu già ipotizzata da Tucidide. Secondo la leggenda l'antico nome Elima, richiama il periodo in cui gli Achei distrussero Troia 1184 a.C., la città dell'Asia Minore. Il principe Elimo insieme ad Aceste e altri compagni prese il mare per trovare salvezza in Sicilia e si fermò nella regione del Crimiso. Enea, loro amico, partito da Troia con una ventina di navi e oltre tremila uomini, sbarcò a Trapani; per caso Enea ritrovò Elimo e dato che non vi erano speranze di poter tornare in patria, edificò due città che presero nome Elima ed Egesta dal nome di Elimo e di Egesto, i suoi compagni. Egesta sarebbe l'attuale Segesta; Elima sorse sul monte dove aveva trovati i compagni di Elimo. La regione venne chiamata Elimica ed i popoli che vi si stanziarono presero il nome di Elimi.
Si deve ritenere che dovette esistere una colonia di troiani anteriormente all'arrivo di Elimo e Egesto, volendo mettere d'accordo questo anche con quanto riportato da Ellanico potremmo dire che presso Erice nella Sicilia occidentale vi era già un popolo che abitava a fianco ai Sicani in armonia, come si deduce da Dionigi di Alicarnasso:
(Dionisio di Alicarnasso, Antichità Romane - (I, 47, 2; I, 53, 1))
Gli scavi archeologici dei centri elimi mostrano evidenti affinità con la ceramica anatolica, in particolare della regione di Troade (S.Tusa).

## Guerre
Il popolo degli Elimi era forte a sufficienza per resistere alla colonia greca di Selinunte.
Segesta e Selinunte ebbero diverse dispute riguardanti problemi di confine, e nel 580 a.C. ci fu una guerra in cui Selinunte venne sconfitta. Nel 415 a.C. ci fu una spedizione ateniese in Sicilia, a seguito di un appello fatto dagli ambasciatori di Segesta. Nel 340 a.C. ci fu un'altra battaglia nelle vicinanze del fiume Crimiso tra Cartagine e Siracusa. In questa battaglia, i comandanti cartaginesi furono Amilcare ed Asdrubale Barca, mentre per la città di Siracusa, il comandante era Timoleonte. Gli Elimi conobbero all'inizio del III secolo a.C. le devastazioni di Pirro e caddero poi sotto il dominio romano.

## Città

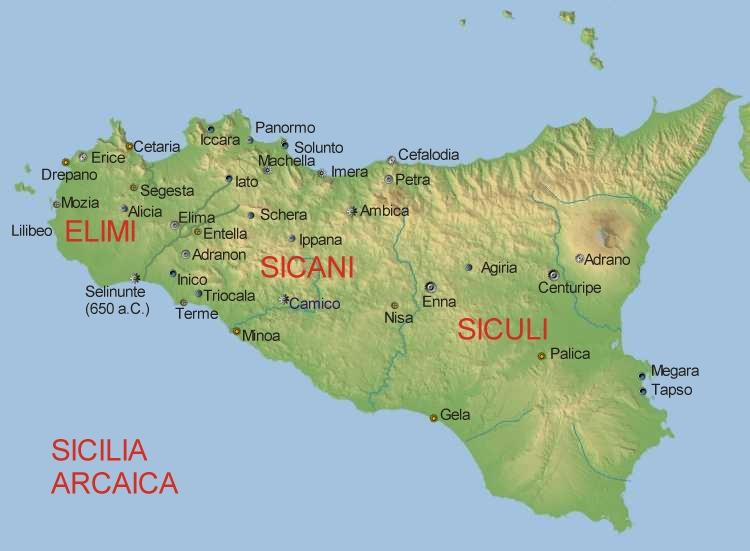
Principali città elime

Città principali fondate dagli Elimi sono Erice (Erix) che ospitava il centro religioso sul monte Erice, Entella, situata nell'entroterra palermitano, Iaitas su un promontorio che domina la odierna San Giuseppe Jato, e Segesta la città dalla storia più rilevante e tumultuosa.

### Segesta
L'antica Segesta era il centro politico ed amministrativo per il popolo elimo. A dimostrazione della sua ellenizzazione in questa città si sono preservati un grande ma mai ultimato tempio dorico, ed il teatro di età ellenistica adagiato in splendida posizione alla sommità del Monte Barbaro.
L'emporium della città si trovava probabilmente in quello che oggi è il porto di Castellammare del Golfo o nelle vicinanze.

### Erice o Erix
Erix (che nel 1934 ha ripreso il suo antico nome di Erice) era il centro religioso del popolo degli Elimi.
Il primo nucleo abitativo dovrebbe risalire tra la fine del II millennio  e l'inizio del I millennio avanti Cristo. Trattandosi di un luogo di grande importanza, in virtù della posizione geografica (che permetteva di dominare dall'alto tutta la costa), i primi popoli che la abitarono vi fondarono anche un santuario dedicato ad Afrodite (Astarte per i Fenici; Venere per i Romani), dove si esercitava la prostituzione sacra.
Si crede che il suo "emporio" si trovasse lungo i porti di Drepanum (o Drepana, ad indicare tutta l'area della valle di Erice). Alcuni studiosi sostengono che sulla cima del monte sorgesse anche un faro di segnalazione (sempre alimentato).

### Entella
Attorno al 1970 sono state rinvenute, ad Entella, (nella zona di Contessa Entellina) delle tavolette di bronzo, conosciute come Decreti di Nakone.
In queste tavolette si fa riferimento ai Campani che popolavano Entella nella metà del III secolo a.C., discendenti di circa 1200 mercenari insediatesi nella città di Entella nel V secolo a.C. soppiantando gli Elimi che occupavano prima l'insediamento.
I caratteri usati nelle tavolette erano greci.

### Elima
Scavi effettuati presso il Monte Castellazzo di Poggioreale hanno fatto rinvenire i resti di un centro urbano dell'età del bronzo, poi ellenizzato nel V secolo a.C. dai contatti con la vicina Selinunte.

### Halyciae
Halyciae è l'antica Alicia, attuale città di Salemi.

### Iaitas
Nella zona dell'attuale San Giuseppe Jato, a pochi chilometri da Palermo, si trovava Iaitas.
La presenza umana nella zona circostante è attestata, sin dal Neolitico, dalle figurine femminili e di animali delle pareti della grotta del Mirabello.
Il primo villaggio testimoniato da reperti archeologici è stato datato da alcuni all'VIII secolo a.C. ma probabilmente è molto più antico; dei suoi abitanti non si sa molto ma sembra che fossero Elimi. L'area urbana, circa 40 ettari, risulta naturalmente difesa dalle ripide pareti rocciose a Nord e a Nord-Ovest, e da mura sui versanti orientale e meridionale. Fu insediata nel posto perché dalla sua posizione poteva controllare la via per Panormos, e la vallata del Belice, che rappresentava la via più agevole per la costa meridionale e Selinunte.
A partire dal VI secolo a.C. si nota l'influsso della cultura greca sia nelle ceramiche che nella religione con l'introduzione del culto di Afrodite.
È di tale periodo la fondazione della Iaitas vera e propria, munita delle classiche caratteristiche delle poleis; un teatro, il tempio, l'agorà, belle case e botteghe artigianali.
Nel IV secolo a.C. Iaitas e la Sicilia occidentale, furono sotto il dominio di Cartagine. Diodoro Siculo riferisce che verso il 275 a.C. la città venne attaccata dall'illiro-epirota Pirro. Durante la prima guerra punica (264-241 a.C.) si consegnò ai Romani e da allora, secondo Plutarco, ne fu tributaria. Non ci sono notizie del periodo bizantino. Si sa che venne occupata dagli arabi e che sotto la dominazione sveva questi si ribellarono. Federico II nel 1246 la distrusse e ne deportò la popolazione a Lucera di Puglia; da allora il sito rimase abbandonato.

### Nakone
L'ubicazione della città di Nakone è sconosciuta, probabilmente sorgeva nelle vicinanze di Entella, nella valle del Belice.

### Monte Polizzo
In uno dei monti di Trapani, il monte Polizzo, sorse il più promettente tra i siti elimi. È attestata la presenza di un grande abitato.

### Centri non ancora identificati
Nei Decreti di Nakone si fa inoltre riferimento alle seguenti città (ancora con ubicazione sconosciuta):
- Petra probabilmente nei dintorni di Segesta;
- Makella probabilmente tra Segesta e Thermai Himeraìai cioè Termini Imerese;
- Kytattara, la cui ubicazione è totalmente sconosciuta.

## Lingua
La lingua degli Elimi era indoeuropea con influenze anatoliche.
Era scritta in alfabeto greco arcaico, proveniente forse da Selinunte.